# Калаи-Лабиоб
Калаи-Лабиоб, или Калаи-Лабиобский джамоат (тадж. Ҷамоати деҳоти Қалъаи Лабиоб) — сельская община (джамоат) в Таджикабадском районе Таджикистана. Административный центр — пос. Таджикабад. 
В состав джамоата входят 11 сельских населённых пунктов. Население — 11 102 человек (2015 г.), таджики.

## Населённые пункты
| №  | Населённый пункт | Прежние названия | Тип населённого пункта | Население. |
| -- | ---------------- | ---------------- | ---------------------- | ---------- |
| 1  | Бахор            |                  | деха                   | 183        |
| 2  | Гульрез          | Карасагир        | деха                   | 484        |
| 3  | Ганишоб          |                  | деха                   | 387        |
| 4  | Дараи-Назарак    |                  | деха                   | 291        |
| 5  | Капали           |                  | деха                   | 2241       |
| 6  | Сурхкух          | Келинбоки        | деха                   | 41         |
| 7  | Кала             | Калаи-Лабиоб     | деха                   | 2036       |
| 8  | Миразиён         |                  | деха                   | 251        |
| 9  | Сафедоб          |                  | деха                   | 112        |
| 10 | Таджикабад       | Калаи-Лабиоб     | посёлок, адм. центр    | 1737       |
| 11 | Фатхобод         |                  | деха                   | 3389       |

## История
16 августа 1944 года Указом Президиума Верховного Совета ТаССР населённые пункты Заронгак, Хулак, Уштурпаст, Курчин и Шомор из к/с Лангаришо Калаи-Лябиобского района были присоединены к Хичборакскому кишлачному совету Гармского района Гармской области.
23 октября 1950 года из упразднённого к/с Саринай в к/с Калай-Лябиоб был передан кишлак Каирма.
2 марта 1964 года центр к/с Калаи Лябиоб Джиргатальского района был перенесен из села Калаи Лябиоб в село Таджикабад.
6 января 1965 года кишлачные советы Калаи Лябиоб, Лангаришо и Нушор Джиргатальского района были переданы в Гармский район.
25 июля 1966 года в Гармском районе был образован к/с Зарафшон, в который из кишлачного совета Калаи Лаби об были переданы кишлаки Воринг, Ганишоб, Дараи Назарак, Зарафшон, Карошахр, Муллотемур, Муллокенджа, Полезак, Саринай, Торбулок, Хисорак. 